# Kleiner Ettersberg

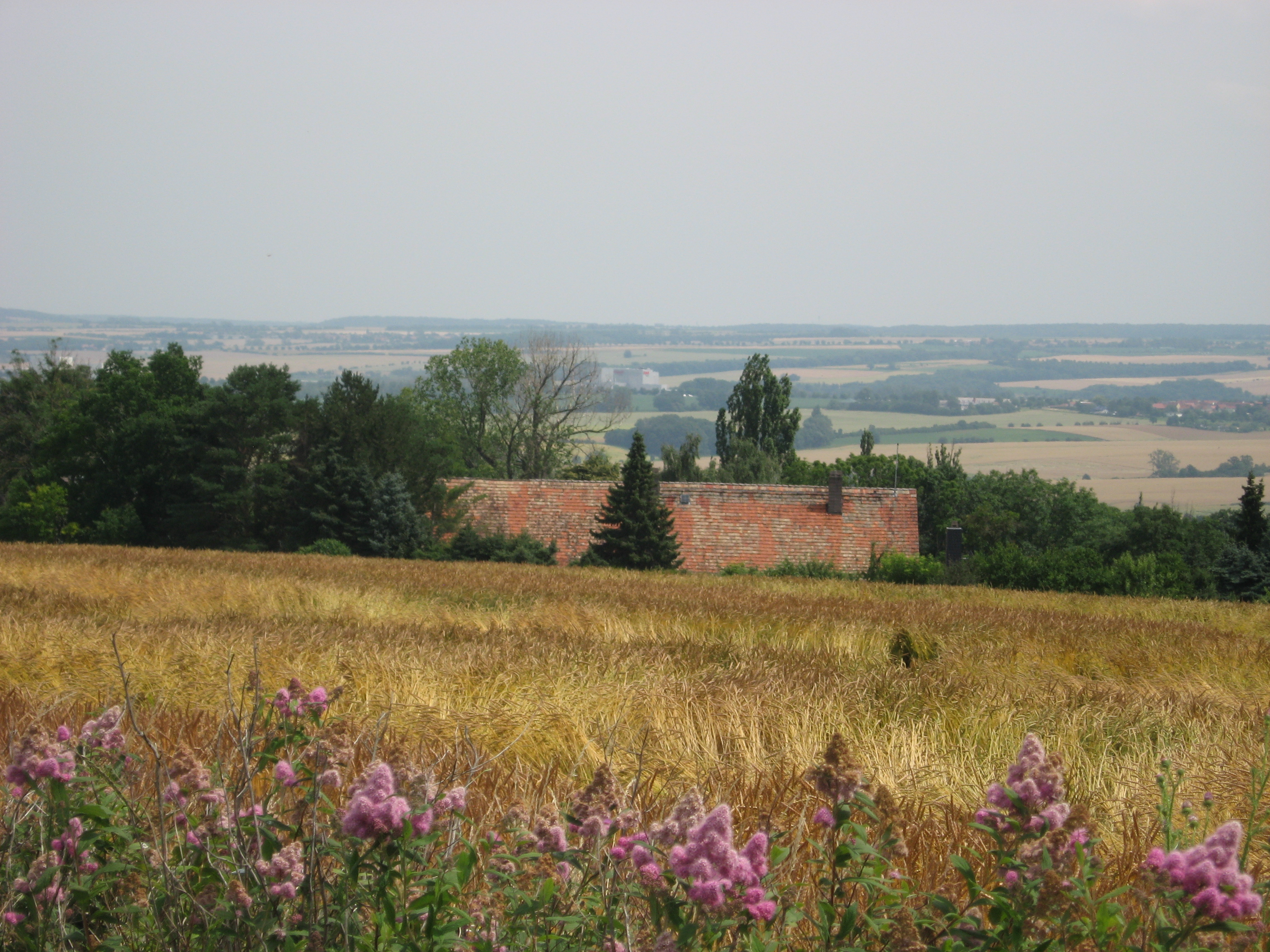
Linkers Hof aus Richtung Altschöndorf

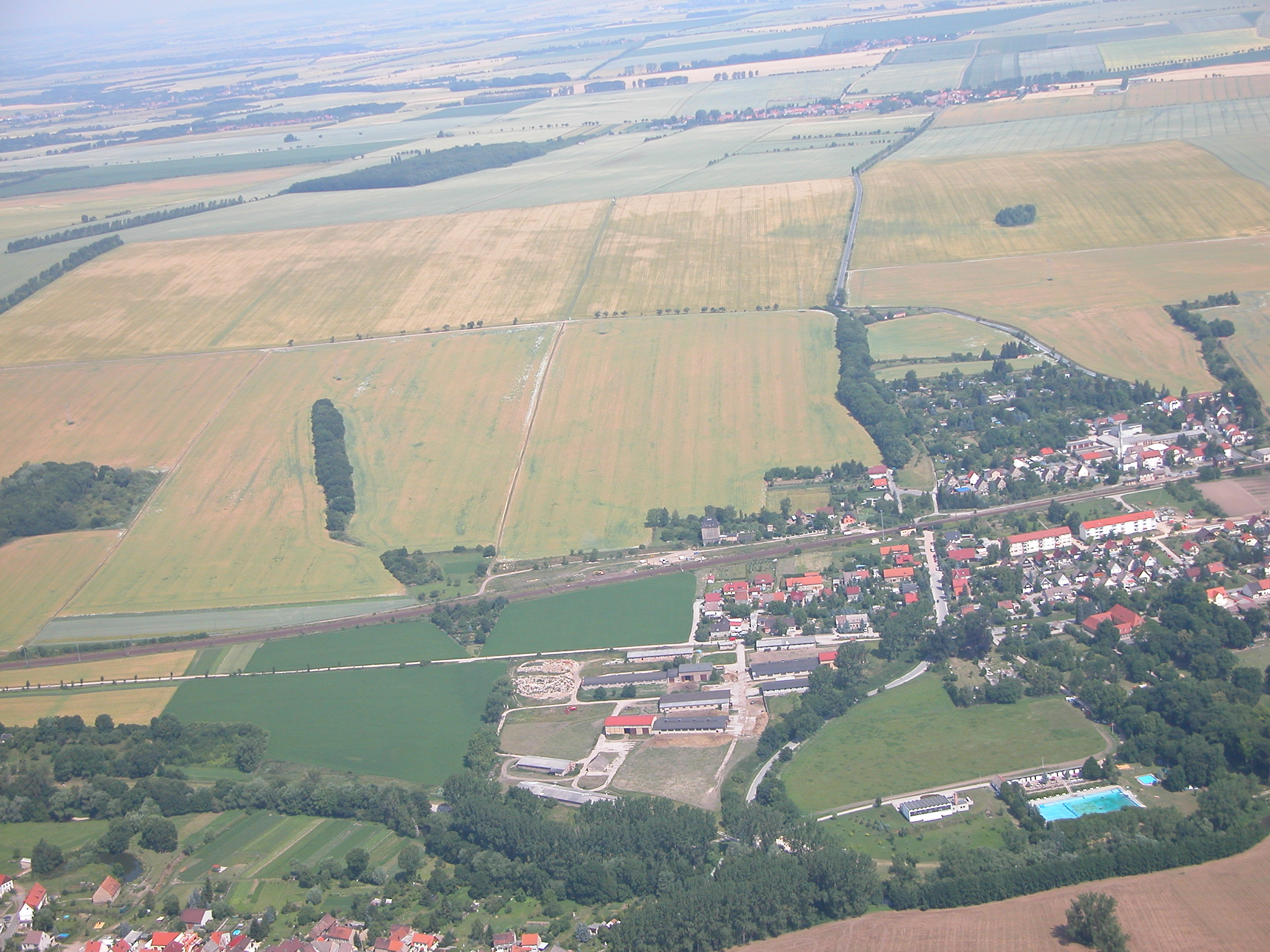
Die landwirtschaftlich geprägte Landschaft nördlich von Oßmannstedt

Die als Kleiner Ettersberg bezeichnete Erhebung liegt nördlich von Schöndorf bei Weimar (an der Schanze mit einer Höhe von 343,9 m) und östlich des Großen Ettersberges. Er ist Teil des Ettersberges.

## Geographie
Der in West-Ost-Richtung verlaufende Bergrücken wird im Uhrzeigersinn von folgenden Orten umgeben: Großobringen im Nordwesten, Sachsenhausen (Am Ettersberg), Wohlsborn, Liebstedt im Norden, Niederroßla im Osten, Oßmannstedt, Denstedt, Kromsdorf im Süden. Am Südhang liegt Schöndorf und Linkers Hof bei Kromsdorf und am Nordhang Wohlsborn und Sachsenhausen (Am Ettersberg). Eine namenlose Kuppe (282,6 m) südlich von Goldbach bildet den östlichsten Ausläufer des Berges.
Überhaupt ist die agrarische Nutzung des Kleinen Ettersberg der vielleicht markanteste Unterschied zum Großen Ettersberg. Ausgedehnte Waldgebiete, die einst den Herzögen als Jagdgebiet dienten, die auch die Anlage von Schloss und Park Ettersburg unter Herzog Wilhelm Ernst veranlassten, gibt es am Kleinen Ettersberg allerdings auch. Am Südhang des Kleinen Ettersberges wird auch Weinanbau betrieben. Dem Steilabfall zum Ilmgraben nach Süden hin steht nach Norden ein sehr flacher ins innerthüringische Keuperbecken gegenüber.

## Sehenswertes
Eine Sehenswürdigkeit am Kleinen Ettersberg unweit von Wohlsborn ist ein frühgeschichtlicher Grabhügel von 33 Metern Durchmesser, der als Bärenhügel bezeichnet wird. Dieser ist von Linden umgeben. Dort wurden bei Grabungen bronzezeitliche Funde gemacht. Der Bärenhügel steht auf der Liste der Kulturdenkmale in Am Ettersberg. Bei der Schanze handelt es sich um eine neuzeitliche Befestigungsanlage vom Anfang des 17. Jahrhunderts als Teil der Beobachtungsposten der herzoglichen Stadt Weimar, die eine weite Aussicht auf das nördliche Umland ermöglichte. Diese heißt Schwedenschanze.